# Balogh György (agrármérnök)
Balogh György (Cegléd, 1940. november 11. – 2009. augusztus 1.) magyar agrármérnök, politikus, országgyűlési képviselő.

## Életpályája
Eleinte mezőgazdasági munkás volt, majd a Gödöllői Agrártudományi Egyetem Mezőgazdaság Tudományi Karán agrármérnök végzettséget szerzett. A szabadbattyáni Magyar-Szovjet Barátság Tsz elnöke volt. 1976-ban lépett be a Magyar Szocialista Munkáspártba. Az 1985. június 8-án megrendezett országgyűlési választásokon Fejér megye 4. számú egyéni választókerületében országgyűlési képviselőnek választották meg.

## Díjai
- Munka Érdemrend ezüst fokozata (1981)